# 야로슬라프 헤이로프스키
야로슬라프 헤이로프스키(체코어: Jaroslav Heyrovský, 1890년 12월 20일 ~ 1967년 3월 27일)는 체코슬로바키아의 분석화학자이다. 1959년 폴라로그래피를 발견·개발한 공로로 노벨 화학상을 수상했다.

## 수상 경력
- 1959년 : 노벨 화학상